# Internets

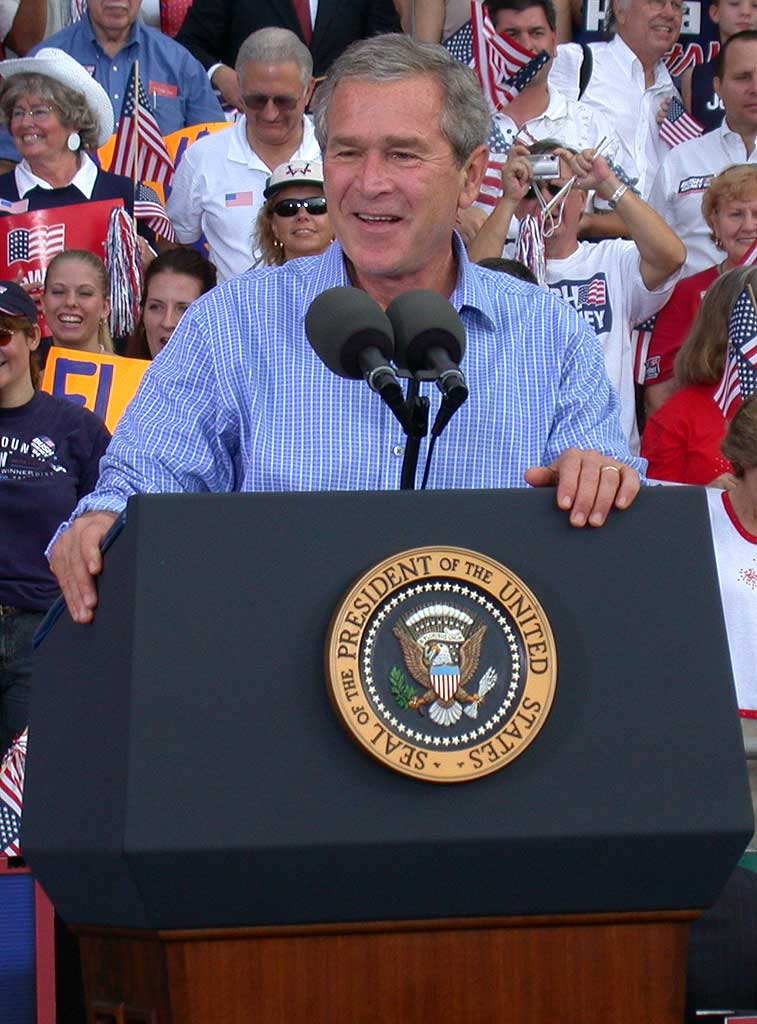
George W. Bush durante la campaña de 2004.

«Internets», también conocido como «The Internets», es un bushismo convertido en latiguillo que se utiliza con humor para representar al hablante como ignorante sobre Internet o sobre la tecnología en general, o alternativamente como una actitud provincial o popular hacia la tecnología. El expresidente de los Estados Unidos, George W. Bush, usó la palabra por primera vez públicamente durante la campaña electoral de 2000. El término ganó prestigio como un meme de internet luego del uso de Bush del término en el segundo debate de las elecciones presidenciales de 2004 el 8 de octubre de 2004.

## Usos por Bush
Bush usó la palabra Internets en su tercer debate presidencial contra Al Gore el 17 de octubre de 2000:

JOYCE CLEAMER, AUDIENCE MEMBER: ...I'm very concerned about the morality of our country now. TV, movies, the music that our children are, you know, barraged with every day. And I want to know if there's anything that can be worked out with the—Hollywood, or whoever, to help get rid of some of this bad language and whatever, you know...
BUSH: ... You bet there's things that government can do. We can work with the entertainment industry to provide family hour. We can have filters on Internets where public money is spent. There ought to be filters in public libraries and filters in public schools so if kids get on the Internet, there is not going to be pornography or violence coming in.
JOYCE CLEAMER, MIEMBRO DE LA AUDIENCIA: ... Ahora estoy muy preocupada por la moralidad de nuestro país. La televisión, las películas, la música con la que nuestros hijos son bombardeados todos los días. Y quiero saber si hay algo que pueda resolverse con Hollywood, o quien sea, para ayudar a deshacerse de este mal lenguaje y lo que sea, ya sabes ...
BUSH: ... Apuesto a que hay cosas que el gobierno puede hacer. Podemos trabajar con la industria del entretenimiento para proporcionar un horario familiar. Podemos tener filtros en los Internets donde se gasta el dinero público. Debería haber filtros en las bibliotecas públicas y filtros en las escuelas públicas, por lo que si los niños se conectan a Internet, no habrá pornografía ni violencia.

En el segundo debate de las elecciones de 2004 en San Louis, Misuri, esta vez contra John Kerry, Bush usó la palabra Internets en respuesta a una pregunta de la audiencia sobre un posible servicio militar obligatorio:

DANIEL FARLEY, AUDIENCE MEMBER: Mr. President, since we continue to police the world, how do you intend to maintain our military presence without reinstituting a draft?
BUSH: Yes, that's a great question. Thanks. I hear there's rumors on the, uh, Internets [pausa] that we're going to have a draft. We're not going to have a draft, period. The all-volunteer army works. It works particularly when we pay our troops well. It works when we make sure they've got housing, like we have done in the last military budgets.
DANIEL FARLEY, MIEMBRO DE LA AUDIENCIA: Sr. Presidente, dado que seguimos vigilando el mundo, ¿cómo piensa mantener nuestra presencia militar sin restablecer un servicio militar obligatorio?
BUSH: Sí, esa es una gran pregunta. Gracias. Escuché rumores en los, uh, Internets [pausa] de que vamos a tener un servicio militar obligatorio. No vamos a tener un servicio militar obligatorio, punto. El ejército totalmente voluntario trabaja. Funciona particularmente cuando pagamos bien a nuestras tropas. Funciona cuando nos aseguramos de que tengan vivienda, como lo hemos hecho en los últimos presupuestos militares.

Bush usó internets por tercera vez el 2 de mayo de 2007:

Information is moving—you know, nightly news is one way, of course, but it's also moving through the blogosphere and through the Internets.
La información se mueve, ya sabes, las noticias nocturnas son una forma, por supuesto, pero también se mueven a través de la blogósfera y a través de los Internets.

## Reacción
En la noche del 9 de octubre de 2004, el día siguiente al debate Bush/Kerry, Saturday Night Live parodió a Bush con la impresión de Will Forte de George W. Bush:

I hear there's rumors on the Internets that we're going to have a draft. I don't know how many of these Internets are carrying these rumors, but they're just wrong. I think the problem here may be more of a question of getting rid of the bad Internets and keeping the good Internets. You know, 'cause I think we can all agree … there're just too many Internets.
Escuché rumores en los Internets que vamos a tener un servicio militar obligatorio. No sé cuántos de estos Internets llevan estos rumores, pero están equivocados. Creo que el problema aquí puede ser más una cuestión de deshacerse de los Internets malos y mantener los Internets buenos. Ya sabes, porque creo que todos podemos estar de acuerdo ... hay demasiados Internets.

La parodia de Saturday Night Live se repitió a la mañana siguiente en Inside Politics Sunday de CNN. Numerosos homenajes y parodias, la mayoría incluyendo un audio o video del segundo debate de 2004, aparecieron en otros sitios web de humor y entretenimiento, y se difundieron viralmente en Internet.
En su programa The Colbert Report, el comediante Stephen Colbert se refirió constantemente al «Internet» como «Internets». En el episodio del Día Mundial del Agua del 20 de marzo de 2008, el personaje de Colbert, también llamado Stephen Colbert, afirma:

Last night, as I was surfing the Internets … literally: My backyard wave pool has Wi-Fi …
Anoche, mientras navegaba por los Internets ... literalmente: la piscina de olas de mi patio trasero tiene Wi-Fi ...

Keith Olbermann hizo un uso similar del término durante un segmento de su programa Countdown with Keith Olbermann cada vez que se cubría videos virales. El término continúa apareciendo como una etiqueta de tema popular en los blogs técnicos y políticos.

## Otros usos de «internets»
En 2010, en una entrevista en Los Angeles Times, el autor Ray Bradbury, que desconfiaba de la tecnología moderna, dijo: «We have too many cellphones. We've got too many Internets». («Tenemos demasiados teléfonos celulares. Tenemos demasiados Internets»).
Durante una discusión sobre educación en una reunión de ayuntamiento con temas de Twitter el 6 de julio de 2011, en la Casa Blanca, el presidente de los Estados Unidos Barack Obama usó el término «Internets» y rápidamente corrigió su declaración.